# Shigeyoshi Suzuki
Pour les articles homonymes, voir Shigeyoshi Suzuki (homonymie) et Suzuki (homonymie).
Shigeyoshi Suzuki (鈴木 重義, Suzuki Shigeyoshi), né le 13 octobre 1902 à Fukushima et mort le 20 décembre 1971, était un footballeur et entraîneur japonais.

## Carrière
En 1927, il est sélectionné à deux reprises au poste d'attaquant en équipe du Japon de football. Il marquera un but lors des Jeux d'Asie de l'Est de 1927, contre les Philippines. L'équipe du Japon sera finaliste de ce tournoi. 
En 1930 et en 1936, il est sélectionneur du Japon, et dirige les Blue Samurais aux JO 1936, qui seront éliminés en quart-de-finale.